# Lampetra appendix
Lampetra appendix är en ryggsträngsdjursart som först beskrevs av James Ellsworth De Kay 1842.  Lampetra appendix ingår i släktet Lampetra och familjen nejonögon. Inga underarter finns listade i Catalogue of Life.